# Boudoir
Et boudoir [budoˈaːr] (fr. Boudoir, (fr., afledn. af bouder 'surmule, være i dårligt lune'), salon til damer, i 1700-tallet. møbleret med specielle, lettere møbeltyper såsom dameskrivebord, chaiselong og kombinerede toilet- og skriveborde.

## Boudoirfotografi
Et boudoirfotografi (boudoirfotograf) er kommet til at få betydningen en form for fotografi med erotiske undertoner, med enten synligt undertøj eller delvis nøgenhed, men som regel uden at være direkte pornografisk.
Udtrykket "boudoir" er også en genre af fotografering. Typisk skudt i en fotografs atelier eller hotel suites, er det blevet moderne at skabe et sæt af sanselige eller seksuelt orienteret billeder af kvinder.
Den mest almindelige manifestation af moderne boudoirfotografering er at tage variationer af oprigtige og stillet fotografier af emnet delvis påklædt eller i lingeri.
Nøgenhed er oftere underforstået end eksplicit.
Kommercielt er genren ofte afledt af et marked for brude til at overraske deres fremtidige ægtemænd med, billederne bruges som morgengave dagen efter deres bryllupsdag.
Andre motiver eller inspiration til boudoir fotografering omfatter Valentinsdag, fødselsdage, vægttab, graviditet, jubilæer og for soldater og kvinder i udlandet.